# Erhobene Faust

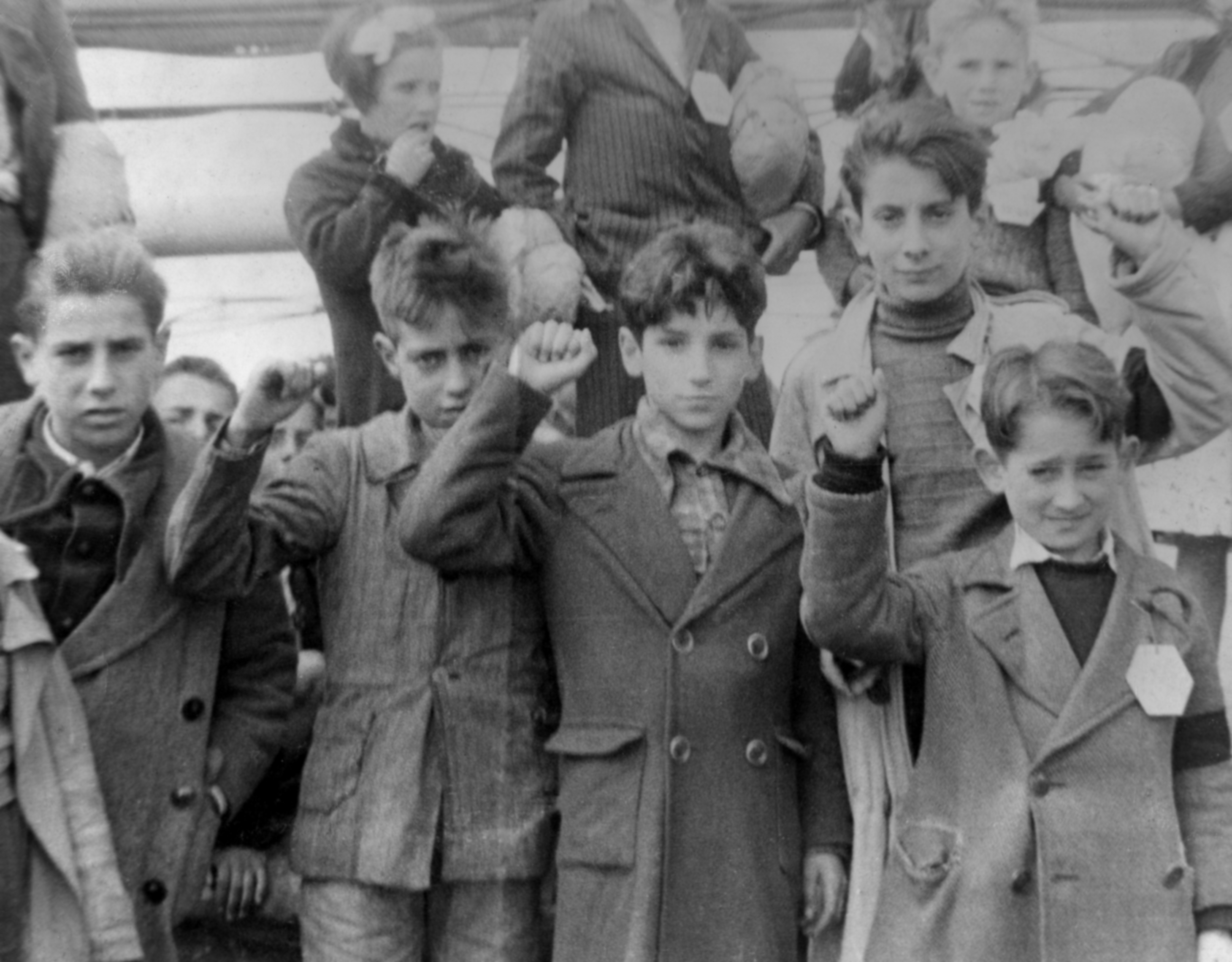
Kinder im Spanischen Bürgerkrieg mit geballter Faust

Die erhobene, gereckte oder geballte Faust ist ein Symbol verschiedener sozialer Bewegungen und dient als Zeichen von Solidarität, Stärke oder Widerstand. Das Zeichen findet als Grußgeste und in grafischer Form als Emblem oder Logo Anwendung.

## Geschichte

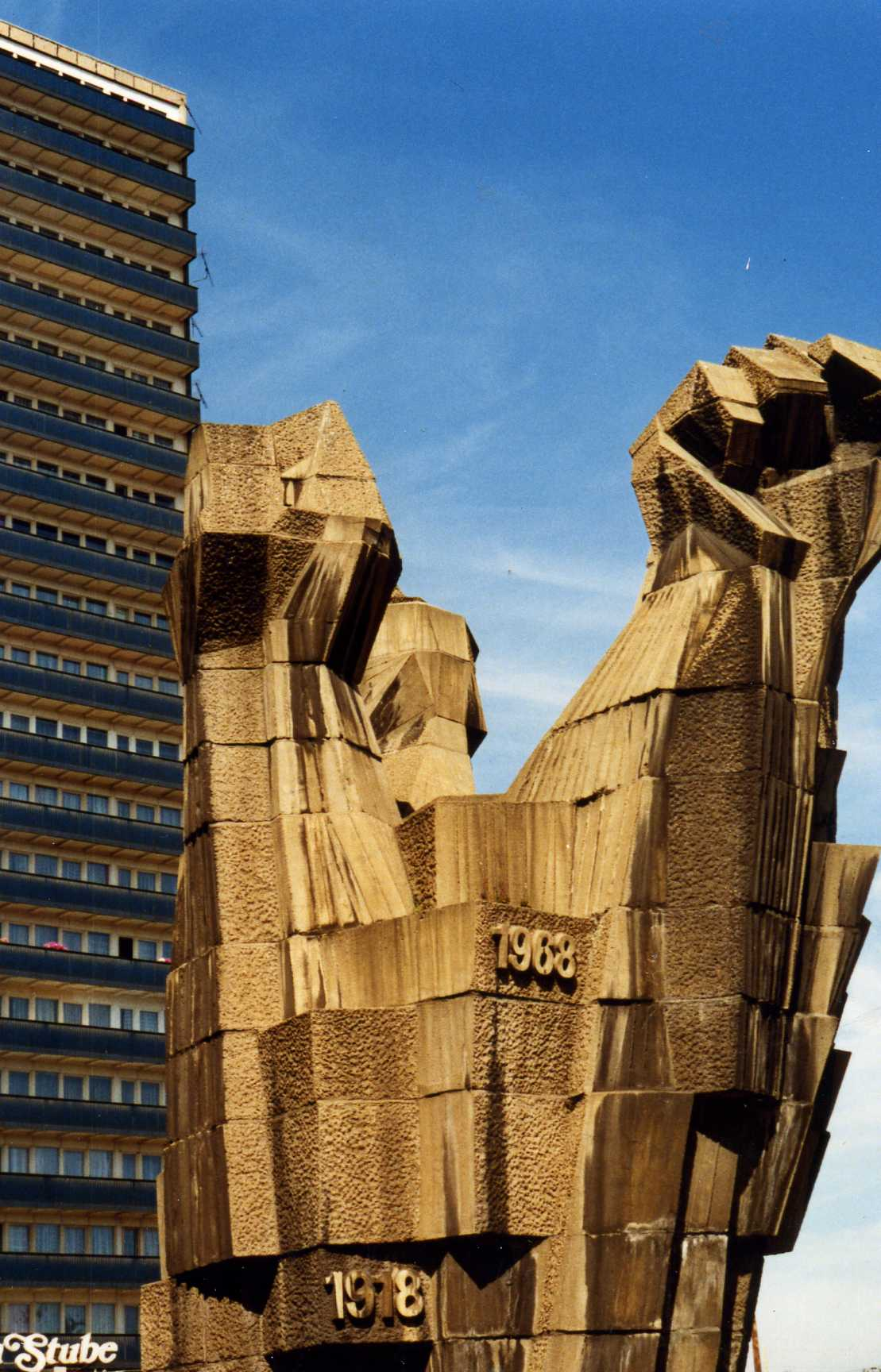
Monument der revolutionären Arbeiterbewegung in Halle (Saale) von 1969, abgebaut 2003 (Aufnahme 1988)

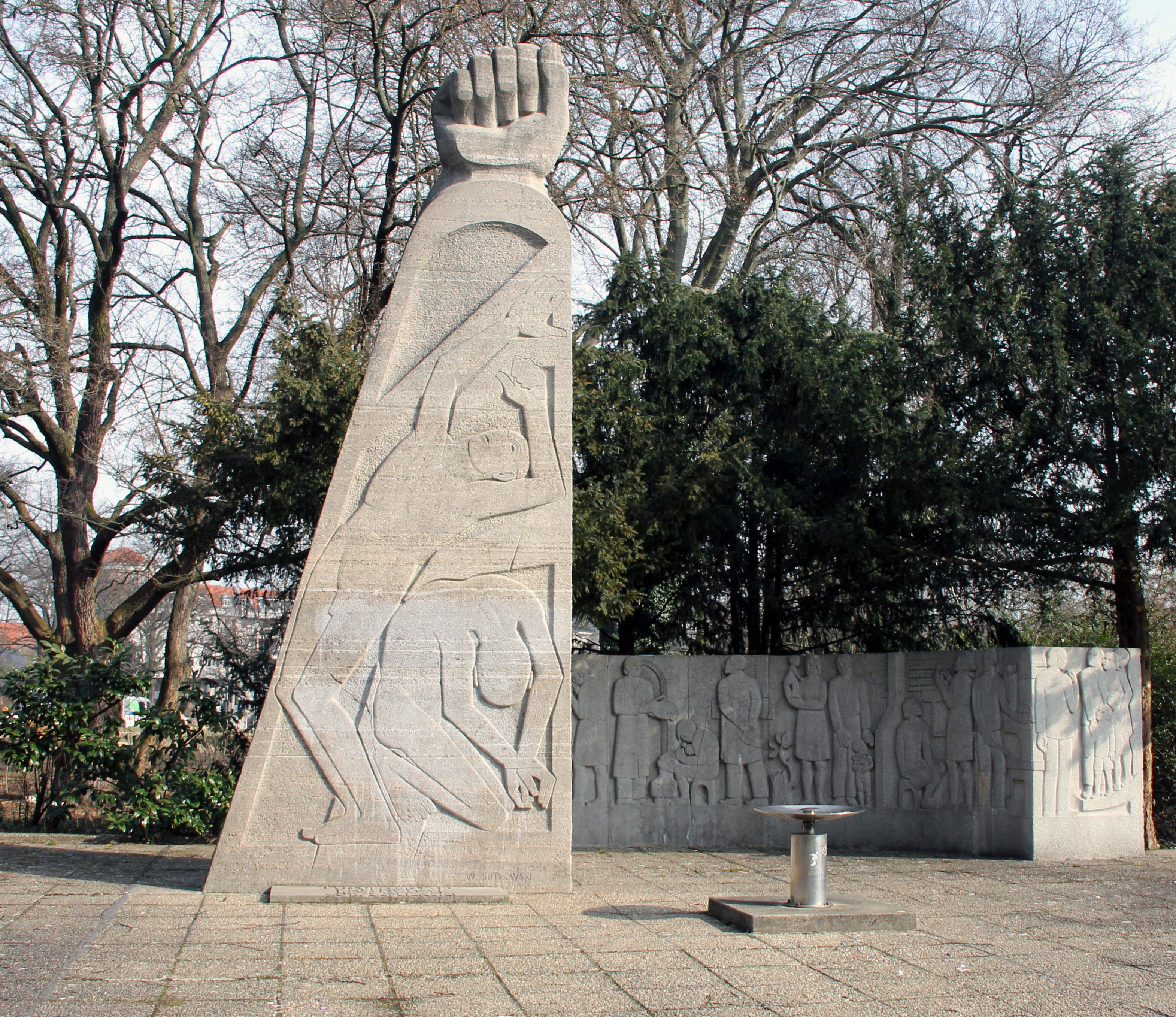
Von erhobener Faust bekröntes Denkmal der Köpenicker Blutwoche (1969) in Berlin.

Geballte und erhobene Fäuste erscheinen in der politischen Ikonografie seit dem 19. Jahrhundert unter anderem in propagandistischen Darstellungen und Karikaturen; nach dem Ersten Weltkrieg erhielt das Symbol einen höheren Stellenwert. Ein Beispiel für eine frühe Verwendung in den USA ist eine Zeichnung in der gewerkschaftlichen Zeitung Solidarity der Industrial Workers of the World 1917.
In der Weimarer Republik war die erhobene Faust der Gruß und das Symbol des Roten Frontkämpferbunds. Dessen Abzeichen wurde von John Heartfield auf der Basis einer Zeichnung von George Grosz gestaltet. In einem Beitrag zur Symbolik sozialer Bewegungen in Deutschland halten Gottfried Korff und Harry Drost fest, dass diese Entwicklung des Symbols als kreative Schöpfung eines Künstlers die Nähe der Arbeiterbewegung zur künstlerischen Avantgarde gezeigt habe. Heartfield habe mit der geballten Faust einen elementaren Ausdruck der Wut in eine feste symbolische Form überführt, die als Geste und Bild leicht zu vermitteln sei, so Korff und Drost. Die Faust sei damit eine Antwort auf den Gruß der italienischen Faschisten gewesen. Nach Lutz Heusinger im Handbuch Politische Ikonographie wurde so „aus einem politisch noch ungebundenen Zeichen“ ein „Symbol des antifaschistischen Widerstands“.

„Der Gruß mit der erobenen Faust ist bekanntlich der Gruß der Kommunisten. […] Für die Kommunisten ist die erhobene Faust die kampfbereite revolutionäre Drohung an Kapitalismus und Faschismus, und die Faust wird erhoben, um sie auf die Feinde de[s] Proletariats niedersausen zu lassen.“

Die erhobene Faust wurde auch im Spanischen Bürgerkrieg auf der Seite der Republik und von den Internationalen Brigaden genutzt. 1937 verwendete Joan Miró das Symbol für ein antifaschistisches Plakat. Nach dem Zweiten Weltkrieg wurde die erhobene Faust zum „sozialistischen Gruß“ und erschien auf zahlreichen Denkmälern und Kunst am Bau sozialistischer Länder.
Eine populäre Variante des Symbols der geballten Faust geht auf einen Holzschnitt des amerikanischen Grafikers Frank Cieciorka zurück, der diesen ursprünglich 1967 für das Student Nonviolent Coordinating Committee angefertigt hatte. Nachdem es auf Buttons Verbreitung gefunden hatte, wurde das Symbol von unterschiedlichen Organisationen in ihr Logo eingearbeitet oder für Kampagnen genutzt.
Unter Verweis auf die vielfältige Verwendung der erhobenen Faust durch Protestierende in den 2000ern kommt Lutz Heusinger zum Schluss, dass die Faust „in der politischen Praxis der Gegenwart das Widerstandssymbol schlechthin“ sei.

## Varianten
Sehr unterschiedliche Bewegungen haben die geballte bzw. erhobene Faust durch eine bestimmte Farbgebung oder zusätzliche Elemente als Logo für sich in Anspruch genommen. Während sozialistische Bewegungen oft eine rote Faust oder eine Faust in Verbindung mit einer Rose – so die Sozialistische Internationale – verwenden, sind unter anderem auch folgende Varianten in Gebrauch:
- Schwarze Faust: Black Power, Bürgerrechtsbewegung der Afroamerikaner.[9] Der Protest bei den Olympischen Spielen 1968 durch die afroamerikanischen Sprinter Tommie Smith und John Carlos, bei dem die Geste der erhobenen Faust zum Einsatz kam, gehört zu den bekanntesten politischen Protestaktionen des 20. Jahrhunderts.
- Weiße Faust: White Power, im Umfeld der Neonazi-Szene und des Ku-Klux-Klans als „arische Faust“.[10] So salutierte der rechtsterroristische Massenmörder Anders Behring Breivik vor dem Gericht in Oslo 2012 mit erhobener Faust.[11]
- Kombiniert mit dem Venussymbol: Feminismus, Frauenbewegung, Women Power. Als beispielhafte Verwendung lässt sich eine Tätowierung der iranischen Schauspielerin Taraneh Alidoosti nennen, die 2016 in den Medien thematisiert wurde.[12]

Rote Faust
Black Power
White Power
Women Power

Der Geste der erhobenen Faust werden auch unterschiedliche Bedeutungen abhängig davon, ob die linke oder die rechte Faust erhoben wird, zugeschrieben. So äußerte Tommie Smith im Zusammenhang mit dem Protest 1968, dass er seine rechte Faust als Symbol für „black power in America“ erhoben habe, während die gleichzeitig erhobene linke Faust von John Carlos für „black unity“ (schwarze Einigkeit) gestanden habe.
Die erhobene Faust ✊ (U+270A) ist Bestandteil des Unicode-Standards seit Version 6.0 von 2010, mit der erstmals Emojis in den Standard aufgenommen wurden. Es gehört zu den am häufigsten verwendeten Emojis in viralen Kampagnen im Internet.